# Долженко Михайло Олександрович
Миха́йло Олекса́ндрович Долже́нко (нар. 24 квітня 1989 — 18 серпня 2016) — солдат Збройних сил України, учасник російсько-української війни.

## Життєпис
Народився 1989 року у місті Алчевськ (Луганська область). 2006 року закінчив місцеву школу № 1, вступив до Луганського національного університету імені Тараса Шевченка — на факультет природничих наук. По закінченні навчання працював учителем хімії.
Влітку 2016 року підписав контракт на військову службу в ЗСУ й вирушив в зону бойових дій; солдат, кулеметник 53-ї окремої механізованої бригади.
18 серпня 2016-го загинув під час бойових дій у Майорську під Горлівкою: внаслідок розриву міни зазнав наскрізного проникаючого поранення шиї та грудної клітини, помер від великої крововтрати.
Похований у місті Бориспіль (де мешкають родичі Михайла), на Алеї Слави міського кладовища.
Без Михайла лишились батьки.

## Нагороди та вшанування
- указом Президента України № 522/2016 від 25 листопада 2016 року «за особисту мужність і високий професіоналізм, виявлені у захисті державного суверенітету та територіальної цілісності України, вірність військовій присязі» — нагороджений орденом «За мужність» III ступеня (посмертно)[1]